# Microplia nigra
Microplia nigra là một loài bọ cánh cứng trong họ Cerambycidae.